# Bitwa pod Arginuzami
Bitwa pod Arginuzami, zwana też bitwą koło wysp arginuzyjskich – starcie zbrojne, które miało miejsce roku w 406 p.n.e. pomiędzy Atenami a Spartą. Była to największa bitwa morska wojny peloponeskiej, w której brało udział około 270 statków i 50 tys. marynarzy i żołnierzy.

## Przyczyny bitwy
Licząca 170 okrętów flota spartańska pod dowództwem Kallikratidasa zablokowała w porcie Mitylena na Lesbos flotę ateńską liczącą 40 okrętów (początkowo było ich 70, ale 30 statków Ateńczycy stracili w bitwie u wejścia do portu, ich załogi jednak w większości się uratowały), pod dowództwem Konona. Jednocześnie sojusznicy Sparty rozpoczęli oblężenie Mytileny od strony lądu. Ateńczycy wysłali Kononowi na pomoc całą swoją flotę, by przerwać oblężenie. Kallikratidas, unikając walki na dwa fronty postanowił zaatakować flotę ateńską na pełnym morzu, do oblężenia Mityleny zostawiając jedynie 50 okrętów.

## Stosunek sił i ustawienie flot
Ateńczycy dysponowali ponad 150 trójrzędowcami (na każdym ok. 160 osób załogi), w tym 110 własnych i 40 sojuszniczych, przy czym trzeba podkreślić, że większość okrętów ateńskich była obsadzona niedoświadczonymi załogami. Siłami ateńskimi dowodziło 9 strategów (Arystokrates, Diomedon, Perykles, Erasinides, Hippeus z Samos, Protomachos, Trazyllos, Lyzias,  Arystogenes), z których większość miała pod sobą po 15 okrętów (jedynie Hippeus miał ich tylko 10) pozostałymi 20 okrętami dowodzili nieznani z imienia taksiarchowie (10), nauarchowie (3) i sojusznicy (ok. 7). Flota ta składała się zatem z 12, dowodzonych oddzielnie, grup. Flota ateńska była ustawiona w głębokim szyku w dwóch liniach po 6 grup jednostek każda. Dodatkowo okręty 2 grup w centrum pierwszej linii (Hippeus i Taksiarchowie), były ustawione jeden za drugim. Siły spartańskie liczyły 120 okrętów (w tym jedynie 10 ze Sparty), pod jednolitym dowództwem Kallikratidasa i były ustawione w jednej linii. Sam Kallikratidas znajdował się na prawym skrzydle. Okręty spartańskie były szybsze od ateńskich.

## Przebieg bitwy
Bitwa trwała wiele godzin i początkowo była wyrównana, sytuacja zmieniła się, gdy zginął Kallikratidas i flota spartańska została pozbawiona dowództwa. Następnie prawe skrzydło ateńskie dowodzone przez Protomachosa przełamała opór lewego skrzydła floty spartańskiej, co spowodowało ucieczkę Spartan (a właściwie sojuszników Sparty bowiem 9 z 10 okrętów spartańskich zostało zatopionych). Ateńczycy nie podjęli pogoni, próbowali jeszcze jedynie zaskoczyć Spartan oblegających Mitylenę, którzy jednak zdołali się wycofać przed ich nadpłynięciem.

## Bilans
Ateńczycy stracili w bitwie 25 okrętów, wraz z większością załóg (akcja ratunkowa nie powiodła się z powodu burzy), zaś flota spartańska ponad 70 okrętów.

## Skutki
Bezpośrednim, skutkiem bitwy było, zgodnie z planem Ateńczyków, odblokowanie armii Konona. Zwycięstwo Aten chwilowo przywróciło też, przynajmniej pozornie, równowagę sił na morzu. Pośrednie skutki były jednak niekorzystne dla Aten. Po śmierci niedoświadczonego Kallikratidasa, nauarchą, czyli władcą (wprawdzie nieoficjalnym) floty spartańskiej, ponownie został zdolny i mający doświadczenie w walce morskiej, Lizander. Duże straty wśród dobrze urodzonych Ateńczyków wywołały szok w mieście i stratedzy dowodzący w bitwie zostali złożeni z urzędów, a następnie skazani na śmierć; zarzucono im, że nie ratowali tonących. Obie strony zdawały też sobie sprawę z tego, że flota wysłana pod Arginuzy, jest ostatnią jaką Ateny były w stanie wystawić. Do floty tej zaciągnięto zarówno obywateli jak i metojków, oraz niewolników, wioślarzami byli też Ateńczycy z najlepszych rodów, dotąd służący jedynie w jeździe, zatem porażka tej floty będzie oznaczała ostateczną klęskę Aten. Nastąpiło to rok później, w bitwie pod Ajgospotamoj.

## Literatura dodatkowa
- Benedetto Bravo, Ewa Wipszycka, Marek Węcowski, Aleksander Wolicki: Historia starożytnych Greków. T. II: Okres klasyczny. Warszawa: Wydawnictwo Uniwersytetu Warszawskiego, 2009, s. 225–226. ISBN 978-83-235-0412-2.